# 달스에드시

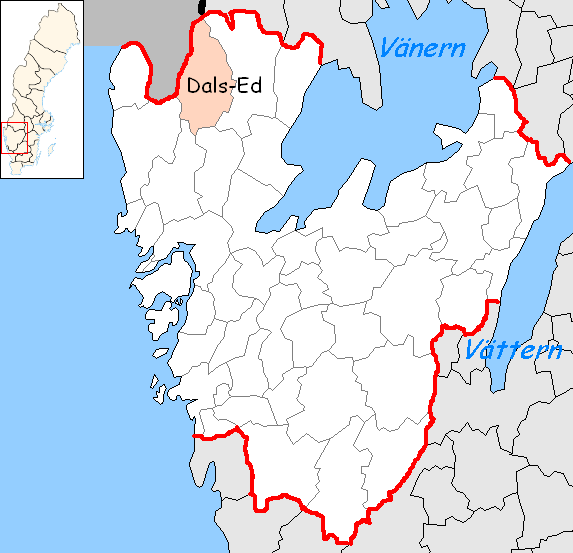
달스에드 시의 위치

달스에드시(스웨덴어: Dals-Eds kommun)는 스웨덴 베스트라예탈란드주에 위치한 지방 자치체로 행정 중심지는 에드이며 면적은 825.43 km2, 인구는 4,777명(2016년 12월 31일 기준), 인구 밀도는 5.8명/km2이다.

시 문장